# ميتشيكو
ميتشيكو (باليابانية: 美智子، ولدت باسم ميتشيكو شودا باليابانية: 正田美智子، مواليد 20 أكتوبر 1934) شغلت منصب قرينة الإمبراطورة في اليابان كزوجة أكيهيتو، الإمبراطور الياباني رقم 125 الذي حكم في الفترة ما بين 7 يناير 1989 إلى 30 أبريل 2019.
تزوجت الإمبراطور أكيهيتو وقد كان آنذاك ولياً للعهد، وهي كانت أول امرأة من العامة تتزوج من العائلة الإمبراطورية، ولديهما ثلاثة أبناء هم إمبراطور اليابان الحالي ناروهيتو والأمير أكيشينو والأميرة ساياكو. هي الابنة الكبرى لرجل الأعمال شودا هيسابورو وهي خريجة قسم اللغة الإنجليزية في كلية الآداب في جامعة ساكرد هارت في طوكيو عام 1959.

## وصلات خارجية
- ميتشيكو على موقع IMDb (الإنجليزية)
- ميتشيكو على موقع الموسوعة البريطانية (الإنجليزية)
- ميتشيكو على موقع ميوزك برينز (الإنجليزية)
- ميتشيكو على موقع إن إن دي بي (الإنجليزية)
- ميتشيكو على موقع قاعدة بيانات الفيلم (الإنجليزية)